# نزار شقرون
نِزَار شَقْرُون شاعر وروائي وناقد فن تشكيلي تونسي، ولد بمدينة صفاقس عام 1970. تحصل على الإجازة في اللغة والآداب والحضارة العربية من كلية الآداب والعلوم الإنسانية بصفاقس عام 1994، ثم على شهادة الدراسات المعمقة في علوم وتقنيات الفنون (اختصاص نظريات الفن) من المعهد العالي للفنون الجميلة بتونس عام 2002، ثم على الدكتوراه الموحّدة في علوم وتقنيات الفنون (اختصاص نظريات الفن) من المعهد العالي للفنون الجميلة بتونس عام 2007. عمل أستاذا مساعدا بالمعهد العالي للفنون والحرف بصفاقس ثمّ انتخب مديرا له إثر الثّورة التونسية في 2011. نال درجة التأهيل الجامعي وأصبح أستاذا محاضرا في 2015. وهو عضو اتحاد الكتاب التونسيين، كما أنتج عدة برامج إذاعية (فنية وأدبية وثقافية) بإذاعة صفاقس منذ عام 1994.

## مؤلفاته

### دواوين شعرية
- هوامش الفردوس (1990).[1]
- تراتيل الوجع الأخير، دار صامد للنشر، صفاقس 1993.[1]
- إشراقات الولي الأغلبي، دار البيروني للنشر والتوزيع، صفاقس 1997.[1]
- ضريح الأمكنة (2002).[1]
- هواء منع الحمل، دار محمد علي للنشر، تونس 2010
- ضلالي من هداي، دار فضاءات ثقافية، الأردن ، 2020
- الأعمال الشعرية، دار الوتد ، قطر، 2022

### كتب مسرحية
- رقصة الأشباح (1999).[1]

### كتب نقدية
- محنة الشعر (2005).[1]
- معاداة الصورة في المنظورين الغربي والشرقي، دار محمد علي للنشر، تونس (مدينة) 2009. (ردمك: 978-9973-33-237-0)[2]
- شاكر حسن آل سعيد ونظرية الفن العربي (2010).
- رواية الثّورة التّونسيّة (2011).
- رهانات الفن الغربي المعاصر، دار محمد علي للنشر ، تونس، 2012
- الحداثة المعمارية، دار محمد علي للنشر ، تونس ، 2013
- نشأة اللوحة في الوطن العربي (2018).[3]
- بحثا عن هوية، دار لوسيل للنشر، قطر، 2018
- تفكير في التجربة الجمالية، دار فضاءات ثقافية، الأردن ، 2020

### روايات
- بنت سيدي الرايس، دار الدوسري للنشر، البحرين، 2010
- الناقوس والمئذنة (2018).[4]
- دم الثور: الباب المفقود من كليلة ودمنة (2019).[5]
- زول الله في رواية أخت الصفا (2022).[6]

### ترجمات
(رواية الوردة) تأليف: غيوم دو لوريس (2014). [ترجمة بالاشتراك مع نعيم عاشور].